# Офел

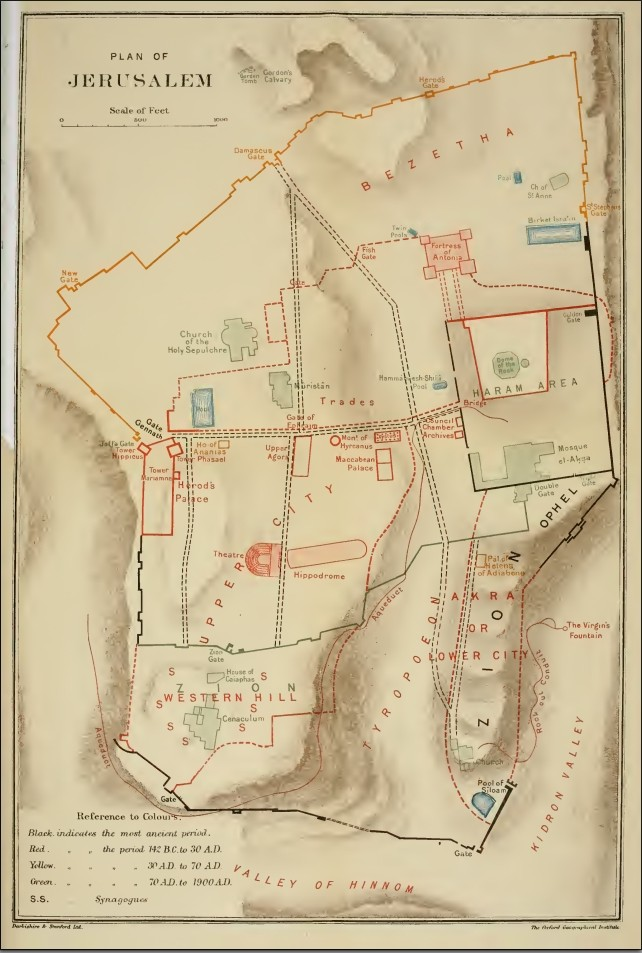
Історична карта Єрусалиму (1903) з позначенням пагорба Офел

Офел (івр. עופל) — невеликий пагорб на південному сході Єрусалиму в Ізраїлі. Пагорб висотою від 708 до 630 м над рівнем моря межує з південною стороною Храмової гори.
Офел був спочатку включений до території Єрусалиму лише в його найвищій частині у Х столітті до н. е. Пагорб Офел також знаходиться між долинами Кедрон і Тиропеон, на південь від Храмової гори та простягається розширюючись з півночі на південь. Його верхня частина знаходиться на півночі і тут мали бути королівські палаци у часи монархії Ізраїлю. Найнижча частина знаходиться на півдні, де схили пагорбу більш м'яко спускаються до Сілоамської купелі і Міста Давида.

## Археологічні знахідки, та згадка у Біблії
Офел вже був заселений у часи Енеоліту, блю 3500 р. до н. е. Підтвердженням цьому є знайдені черепки, та фундаменти будинків третого тисячоляття до н. е. У цей час можливіо і було засноване місто Євусій, тобто Єрусалим. Назва Офел вперше у Біблії зустрічається у Другій книзі хроніки за часів царя Йотама (742–735 до н. е), який «набудував також багато на мурі Офел». Пізніше Манасія (708–642 до н. е) «..побудував він зовнішній мур Давидгороду, … навколо Офела, й підвів його дуже високо.». Після завоювання вавилонською армією Навуходоносора II у 587 р. до н. е., міські мури Єрусалима було зруйновано. Книга Неємії повідомляє, що після повернення з вавилонського полону (597–539 р. до н. е.) на Офелі проживали робітники, та служителі Храму, які відбудовували зруйноване місто і Храм.
Офел — місце винайдення найдавнішого напису із вживанням гебрейської абетки.